# 佩德罗奥索留
佩德罗奥索留是巴西南大河州的一个市镇。总面积603.914平方公里，总人口8039人，人口密度13.3人/平方公里。